# Mahierauka
Mahierauka (biał. Магераўка; ros. Магеровка, Magierowka; pol. hist. Magierówka, Nowosiele) – wieś na Białorusi, w obwodzie witebskim, w rejonie orszańskim, w sielsowiecie Zubawa, nad Leszczą. 

## Historia
W XIX i w początkach XX w. majątek ziemski od 1881 należący do Łopattów. Położona była wówczas w Rosji, w guberni mohylewskiej, w powiecie horeckim. Następnie w granicach Związku Sowieckiego. Od 1991 w niepodległej Białorusi.